# Lymantria chosenibia
Lymantria chosenibia este o specie de molii din genul Lymantria, familia Lymantriidae, descrisă de Felix Bryk 1949 Conform Catalogue of Life specia Lymantria chosenibia nu are subspecii cunoscute.